# Miguel de los Santos Serra y Sucarrats
Miguel de los Santos Serra y Sucarrats (Olot, 11 gennaio 1868 – La Vall d'Uixó, 9 agosto 1936) è stato un vescovo cattolico spagnolo. È uno dei tredici vescovi uccisi nella zona repubblicana durante la guerra civile spagnola, vittima della persecuzione religiosa.

## Biografia
Monsignor Miguel de los Santos Serra y Sucarrats nacque a Olot l'11 gennaio 1868.

### Formazione e ministero sacerdotale
Conseguì il dottorato in sacra teologia e la laurea in diritto civile. Fu canonico della cattedrale di Tarragona, professore di diritto romano e diritto civile e vicario generale.

### Ministero episcopale
Il 14 dicembre 1922 papa Pio XI lo nominò vescovo delle Isole Canarie. Ricevette l'ordinazione episcopale il 7 ottobre successivo a Olot dal cardinale Francisco de Asís Vidal y Barraquer, arcivescovo metropolita di Tarragona, co-consacranti il vescovo di Girona Gabriel Llompart y Jaume Santandreu e quello di Barcellona Ramón Guillamet y Coma.
Il 16 gennaio 1936 lo stesso papa Pio XI lo nominò vescovo di Segorbe. Prese possesso della diocesi il 28 giugno successivo.
Il 27 luglio 1936 venne incarcerato insieme al vicario generale Blasco Palomar, a suo fratello, il canonico Carlos Serra, alcuni padri francescani, José Sancho Sanchis, Camilo Tomás Domínguez, e ai laici Ferrando Savall, Balaguer Juan e Sauch Brusca. Nella notte tra l'8 e il 9 agosto 1936 furono condotti a La Vall d'Uixó e sulla strada Algar a circa quattro chilometri dal cimitero sei persone furono uccise. Tra queste vi era il vescovo. Tomás Domínguez e José Sancho Sanchis, vennero giustiziati il giorno 11 sulla strada che porta da Sagunto a Canet de Berenguer, nel letto del fiume Palancia.
Le spoglie del vescovo sono oggi sepolte in una delle cappelle della cattedrale di Segorbe. In precedenza era sepolte nella cripta sotto l'altare maggiore.

## Processo di beatificazione
Dopo decenni di abbandono e di silenzio, monsignor Juan Antonio Reig Pla, vescovo di Segorbe-Castellón de la Plana, il 25 aprile 1998 comunicò che la Santa Sede aveva concesso il "nulla osta" per la "causa di Miguel Serra Sucarrats, vescovo di Segorbe e 265 compagni sacerdoti, religiosi, laici, uccisi in odio alla fede durante la persecuzione religiosa in Spagna (1936–1939)". Il 30 dello stesso mese venne formalmente aperto il processo diocesano. Esso esaminò la vita di 214 persone che diedero la vita per la fede nella diocesi. Il processo si concluse nel 2001 e il caso è registrato nel protocollo 2229 della Congregazione delle cause dei santi, con il nome di: "Miguel Serra Sucarrats e 213 compagni del clero diocesano, religiosi e fedeli laici di Segorbe-Castellón".
Il processo venne ufficialmente chiuso il 29 settembre 2001 e il 6 novembre dello stesso anno la documentazione raccolta venne consegnata alla nunziatura apostolica di Madrid.

## Genealogia episcopale
La genealogia episcopale è:
- Cardinale Scipione Rebiba
- Cardinale Giulio Antonio Santori
- Cardinale Girolamo Bernerio, O.P.
- Arcivescovo Galeazzo Sanvitale
- Cardinale Ludovico Ludovisi
- Cardinale Luigi Caetani
- Cardinale Ulderico Carpegna
- Cardinale Paluzzo Paluzzi Altieri degli Albertoni
- Papa Benedetto XIII
- Papa Benedetto XIV
- Papa Clemente XIII
- Cardinale Bernardino Giraud
- Cardinale Alessandro Mattei
- Cardinale Pietro Francesco Galleffi
- Cardinale Giacomo Filippo Fransoni
- Cardinale Carlo Sacconi
- Cardinale Edward Henry Howard
- Cardinale Mariano Rampolla del Tindaro
- Cardinale Gregorio María Aguirre y García, O.F.M.
- Arcivescovo Antolín López y Peláez
- Cardinale Francisco de Asís Vidal y Barraquer
- Vescovo Miguel de los Santos Serra y Sucarrats